# Hinglaj
Hinglaj (urdú ﮨنگلاج) és el lloc més important de pelegrinatge hindu al Balutxistan a uns 250 km al nord-oest de Karachi a 25° 30′ N, 65° 31′ E / 25.500°N,65.517°E, sota el puig del mateix nom, a la riba del riu Hingol, a l'antic principat de Las Bela i modern districte de Lasbela. La capella està dedicada a la deessa Hinglaj que els musulmans anomenen Nani i els hindús Parbati, Kali o Mata i situada en un vessant de la muntanya, estant formada per un edifici de rajoles posat en un cavitat natural; s'hi accedeix per uns escalons que porten a una esquerda semicircular des de la que els peregrins accedeixen pels quatre costats; els peregrins arriben des de Karachi i cada grup és dirigit per un cap o agwa; els honoraris eren abans recollits a Miani per un oficial (bharti), per compte del delegat del príncep de Las Bela; les dones solteres no pagaven ni tampoc els grans devots.